# Alexander I. (Epirus)

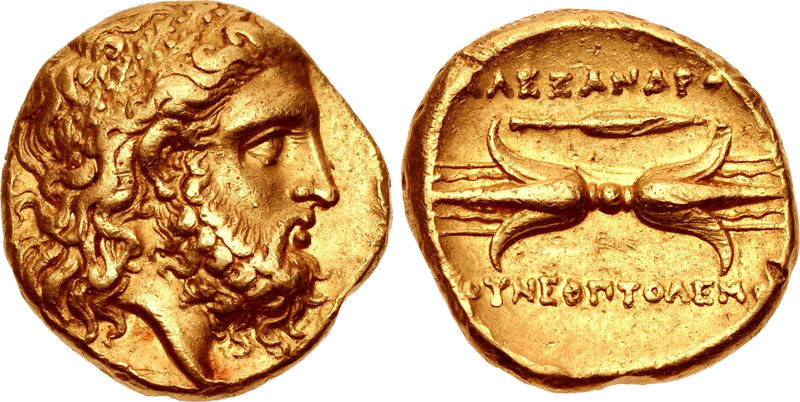
Münze Alexanders I. von Epirus mit dem Porträt des Kopfes des Zeus auf der Vorderseite und dem Donnerkeil des Gottes auf der Rückseite

Alexander I., auch bekannt als Alexander der Molosser (altgriechisch Ἀλέξανδρος ὁ Μολοσσός Aléxandros ho Molossós; * um 370 v. Chr. in der Region Epirus; † 331 v. Chr. bei Pandosia) aus der Epirus beherrschenden molossischen Dynastie der Aiakiden war von etwa 342 v. Chr. bis zu seinem Tod König der Molosser. Alexander war der Bruder der Olympias, der Mutter Alexanders des Großen.

## Leben

### Frühes Leben; König von Epirus
Beim Tod seines Vaters Neoptolemos I. um 360 v. Chr. war Alexander zu jung, um selbst die Nachfolge anzutreten. So wurde zunächst sein Onkel Arybbas König. Dieser festigte seine Herrschaft, indem er enge Beziehungen zu Philipp II. von Makedonien knüpfte. Arybbas verheiratete seine Nichte Olympias 357 v. Chr. mit dem makedonischen König. Mit seiner Schwester ging auch der junge Alexander an den Hof Philipps.
Nachdem der makedonische König in den 350er und 340er Jahren v. Chr. seine Macht erfolgreich erweitert hatte und zum Hegemon Griechenlands geworden war, überwarf er sich mit seinem epirotischen Verbündeten Arybbas. Philipp II. unternahm um 342 v. Chr. einen kurzen Feldzug in die Molossis, entthronte Arybbas und setzte Alexander als neuen König ein.  Die erhaltenen antiken Quellen berichten nichts Genaues über die innenpolitischen Umstände, die zu dieser Intervention Philipps II. in Epirus geführt haben. 
Auch über Alexanders Herrschaft ist wenig überliefert. Sicher ist nur, dass er außer den Molossern auch die übrigen epirotischen Stämme unterwerfen und zur Anerkennung seines Königtums bringen konnte. Ein vom römischen Schriftsteller Sextus Iulius Frontinus überliefertes Strategem, das Alexander während Kämpfen gegen die Illyrer anwandte, dürfte in dessen frühe Regierungszeit fallen. Ferner half Alexander dem makedonischen König wohl bei der Einrichtung einer Garnison in Ambrakia. 337 v. Chr. nahm er seine Schwester Olympias bei sich auf, die sich mit Philipp II. entzweit und dessen Hof verlassen hatte. Die Beziehungen zu Makedonien blieben aber weiterhin gut, und im Sommer 336 v. Chr. heiratete Alexander in der makedonischen Residenzstadt Aigai auf Vorschlag Philipps II. dessen Tochter Kleopatra. Während der Hochzeitsfeierlichkeiten wurde der makedonische König von seinem Leibwächter Pausanias getötet. 

### Italienfeldzug und Tod
Mit seiner Gemahlin Kleopatra zeugte Alexander um 335 v. Chr. eine Tochter, Kadmeia, sowie einen Sohn, der als Neoptolemos II. nach der Vertreibung des Pyrrhos (302 v. Chr.) einige Jahre als Herrscher von Epirus regieren sollte. Während sich der neue makedonische Herrscher Alexander der Große gleich nach seinem Regierungsantritt der Eroberung des Orients zuwandte, führte der molossische König Alexander im Schatten dieser welthistorischen Ereignisse Krieg am westlichen Rand der griechischen Welt. 334 v. Chr. folgte er einem Hilferuf der griechischen Kolonie Tarent in Süditalien, die von den Lukanern, Bruttiern und Messapiern bedroht wurde. Unteritalienische Griechen heuerten öfters zu ihrer militärischen Unterstützung Söldner ihres Mutterlands an; so war 338 v. Chr. der spartanische König Archidamos III. während eines Hilfszugs für Tarent gefallen. Der römische Historiker Livius weiß außerdem zu berichten, dass Alexander von Epirus sich auch deshalb besonders beeilte, als Söldnerführer Tarents nach Italien zu gehen, weil ihm das Orakel von Dodona geweissagt habe, dass er bei Pandosia an den Ufern des Acheron sterben würde. Stadt und Fluss dieses Namens gibt es im Süden von Epirus; und von diesen habe der König sich so weit wie möglich entfernen wollen.
Nach seiner Landung in Süditalien kämpfte Alexander erfolgreich gegen die Tarent bedrohenden Völkerschaften. Er eroberte Herakleia, eine Kolonie Tarents, die von italischen Stämmen besetzt worden war; er erstürmte Sipontum und besetzte auch Cosentia und Terina. In der Folge fielen weitere Städte der Lukaner und Messapier in seine Hand. Ferner schickte er 300 adlige Italiker als Geiseln nach Epirus. Zwischenzeitlich überwarf er sich mit den Griechen von Tarent. Er nahm etwa 200 vertriebene Lukaner als Leibwache in sein Heer auf und es scheint, als habe er sich auf eigene Rechnung ein Reich in Süditalien erwerben wollen. Den Sitz des Bundestages der unteritalienischen Griechen plante er von Herakleia nach der mit ihm verbündeten Stadt Thurioi zu verlegen. Er schloss auch eine Allianz mit Metapont. 332 oder 331 v. Chr. verhandelte Alexander mit den Römern über ein Bündnis gegen die Samniten. Doch dieses, wenn es überhaupt zustande kam, erlangte wegen Alexanders baldigem Tod im Winter 331/330 v. Chr. keine praktische Wirksamkeit mehr. Damals hatte er seine Streitkräfte auf drei Hügeln in der Nähe der bruttischen Stadt Pandosia positioniert. Wegen anhaltender Regenfälle war die Ebene unter den Hügeln kaum passierbar, sodass die drei Heeresabteilungen nicht miteinander in Verbindung treten konnten. Als Lukaner und Bruttier das vom molossischen Herrscher persönlich kommandierte Heereskontingent attackierten, kämpfte er sich mit seinen Truppen durch die feindlichen Reihen und tötete den lukanischen Anführer im Nahkampf. Doch die bei ihm befindlichen Exil-Lukaner verhandelten mit ihren angreifenden Landsleuten über seine Auslieferung gegen die Zusicherung, dass sie sicher zurückkehren durften. Als Alexander mit vielen seiner Männer über einen kleinen Fluss zu entkommen versuchte, wurde er von einem Exil-Lukaner durch einen Speerwurf getötet. Damit habe sich laut Livius die erwähnte Weissagung erfüllt, denn der von Alexander überquerte Fluss hieß ebenfalls Acheron; der epirotische König habe also den Spruch des Orakels von Dodona irrtümlich auf den westgriechischen Fluss desselben Namens bezogen. Laut dem griechischen Historiker Theopompos sei Alexander hingegen in der lukanischen Stadt Mardonia oder Mandonia gestorben, doch dürfte es sich hierbei um ein Korruptel für Pandosia handeln.
Der Leichnam Alexanders wurde von den Lukanern verstümmelt und in zwei Teile zerschnitten. Eine Frau erreichte die Herausgabe der sterblichen Überreste des epirotischen Königs. Den einen Teil des Leichnams ließ sie in Consentia einäschern und bestatten sowie Alexanders Gebeine zu seiner Witwe Kleopatra und deren Mutter Olympias nach Epirus übersenden. Mit dieser pietätvollen Handlungsweise hoffte sie ihren Gatten und ihre Kinder, die von Alexanders Truppen gefangen genommen worden waren, freizubekommen. Einige von Alexander geprägte Silber- und Goldmünzen mit dem Bild des Zeus blieben erhalten.